# Sergueï Grigoriants
Pour l’article homonyme, voir Sergueï Grigoriants (joueur d'échecs).
Sergueï Ivanovitch Grigoriants (en russe : Сергей Иванович Григорьянц ; en ukrainien : Сергій Іванович Григорьянц, Serhiï Ivanovytch Hryhoriants) est un dissident soviétique puis russe né le 12 mai 1941 à Kiev (république socialiste soviétique d'Ukraine, URSS) et mort le 14 mars 2023 à Moscou (Russie). 
Il est rédacteur au magazine Glasnost et président de la Glasnost Defence Foundation, une organisation impliquée dans la défense des droits humains.

## Biographie
Sergueï Grigoriants est d'origine arménienne. Emprisonné plusieurs années à partir de 1975 pour « agitation et propagande anti-soviétique », il milite en faveur des droits humains. Libéré à la faveur d'une amnistie en 1987, il publie le magazine Glasnost, critique à l'égard du système communiste et non soumis à la censure. Malgré quelques alertes, le journal ne sera jamais interdit.
Il reçoit la plume d'or de la liberté en 1989, récompense pour la liberté de la presse dans des conditions difficiles, mais des pressions sur lui en 2000 ont encore été rapportées par la commission des droits de l'homme aux nations unies.
Il poursuit ses activités de défenseur des droits humains après la chute du régime soviétique. En particulier, il s'oppose aux guerres de Tchétchénie et à l'évolution autoritaire du pouvoir de Vladimir Poutine. En 2014, hostile à l'agression russe en Ukraine et à l'annexion de la Crimée, il porte plainte contre Vladimir Poutine  à la Cour internationale de justice de La Haye. En juillet 2018, à Moscou, il est renversé et blessé par une voiture qui ne s'arrête pas et dont le conducteur ne sera jamais retrouvé. Il considère avoir échappé à un attentat ciblé sur sa personne.  